# Koz'mino
Koz'mino (in lingua russa Хозьмино) è una città situata in Russia, nell'Oblast' di Arcangelo, nel Vel'skij rajon.